# José Clarke
José Clarke fue un exfutbolista argentino que se desempeñaba como delantero. Debutó en el Club Atlético Rosario Central en 1915, y con el conjunto rosarino fue campeón en 3 oportunidades del torneo oficial de Primera División de aquella ciudad y de 3 Copas nacionales oficiales de AFA.

## Clubes
| Club                | País      | Año         |
| ------------------- | --------- | ----------- |
| Rosario Central     | Argentina | 1915 - 1918 |
| Porteño             | Argentina | 1918 - 1920 |
| Sportivo Palermo    | Argentina | 1921 - 1926 |
| Estudiantil Porteño | Argentina | 1926        |
| Universal           | Argentina | 1927        |
| River Plate         | Argentina | 1927        |

## Selección nacional
Integró el seleccionado argentino en nueve ocasiones, entre 1918 y 1922. Disputó el Campeonato Sudamericano 1919, finalizando tercero. Ganó la Copa Premio Honor Argentino de 1918.

### Participaciones en la Selección
| Torneo                       | Sede      | Resultado     | PJ | Goles |
| ---------------------------- | --------- | ------------- | -- | ----- |
| Copa Honor Argentino         | Argentina | Campeón       | 1  | 0     |
| Campeonato Sudamericano 1919 | Brasil    | Tercer puesto | 3  | 3     |
| Copa Roberto Cherry          | Brasil    | N/C           | 1  | 1     |
| Copa Newton 1920             | Argentina | Subcampeón    | 1  | 1     |
| Amistosos                    | Paraguay  | N/C           | 2  | 1     |
| Copa Lipton 1922             | Uruguay   | Subcampeón    | 1  | 0     |

## Palmarés

### Con Rosario Central

#### Torneos nacionales oficiales
- Copa Dr. Carlos Ibarguren (1): 1915[3]
- Copa de Honor (1): 1916
- Copa de Competencia Jockey Club (1): 1916

#### Torneos locales oficiales
- Liga Rosarina de Fútbol (3): 1915, 1916 y 1917
- Copa Damas de Caridad (2): 1915 y 1916

### Con la Selección Argentina
- Copa Honor Argentino (1): 1918